# Yamaha MT 125
Yamaha MT-125 – motocykl typu naked bike wyprodukowany przez firmę Yamaha. Jest to najmniejszy motocykl Yamahy z oznaczeniem MT produkowany od 2014 roku. Projektując ten model producent stworzył nowe określenie dla tego typu motocykla: hyper naked. Wszystkie modele MT reklamowane są pod hasłem marketingowym The dark side of Japan, podkreślającym wspólny rodowód modeli MT bez względu na pojemność silnika.

## Dane techniczne modelu z pierwszych lat produkcji[1]
- Silnik: jednocylindrowy, czterosuwowy chłodzony cieczą
- Pojemność silnika: 124 cm³
- Moc maksymalna: 15 KM przy 9000 obr./min
- Maksymalny moment obrotowy: 12,4 Nm przy 8000 obr./min
- Zasilanie: wtrysk paliwa
- Hamulec Przedni: jedno-tarczowy
- Hamulec Tylny: jedno-tarczowy
- Zawieszenie przednie: widelec teleskopowy / amortyzator olejowy
- Zawieszenie tylne: wahacz wleczony / amortyzator gazowo-olejowy
- Opona przód: 100/80-17 M/C 52H
- Opona tył: 130/70-17 M/C 62H

Nowy model na rok 2020 przeszedł wiele zmian względem poprzedniej wersji. Do najważniejszych z nich należą:
- Nowy silnik z układem zmiennych faz rozrządu
- Wspomagane sprzęgło antypoślizgowe
- Nowoczesna i agresywna konstrukcja nadwozia
- Dwusoczewkowe światła pozycyjne ustawione pod kątem; reflektor LED
- Zaawansowany przedni widelec upside-down z lagami o średnicy 41 mm
- Nowa rama typu Deltabox i aluminiowy wahacz
- Tylna opona o szerokości 140 mm
- Przedni hamulec tarczowy o dużej średnicy 292 mm
- Nowoczesny zestaw wskaźników LCD